# Le milieu de l'horizon
Le milieu de l'horizon è un film del 2019 diretto da Delphine Lehericey e tratto dal romanzo A metà dell'orizzonte di Roland Buti.
È stato distribuito nei cinema dal 2 ottobre 2019..

## Trama
1976. L'anno della grande siccità , Gus, 13 anni, figlio di un agricoltore, vede crescere le tensioni all'interno della sua famiglia. I raccolti sono sempre più scarsi, le galline stanno morendo per il caldo e suo padre è sempre più disperato. L'arrivo di Cécile, un'amica di sua madre, complicherà ulteriormente le cose. Malvista in un ambiente che è ancora abbastanza conservatore perché divorziata, Cécile diventerà presto oggetto di scandalo nel villaggio quando inizia una relazione omosessuale con la sua amica. Ingelosito, Jean perde la testa e cerca di strangolare Cécile, col risultato che la moglie Nicole decide di andare via di casa.
L'uomo annega il suo dispiacere nell'alcool e Gus deve temporaneamente assumere da solo i compiti della fattoria con l'aiuto del cugino handicappato Rudy. Quando finalmente arriva la pioggia, questa è torrenziale: Jean, Gus e Rudy devono andare urgentemente ad aiutare i loro polli per impedire loro di affogare. Durante l'operazione, Rudy cade e finisce in coma. Il film termina con l'interpretazione della Sinfonia "Dal Nuovo Mondo" d'Antonin Dvořák di un'orchestra in cui suona Leah, la sorella maggiore di Gus, alla quale assiste Nicole.

## Riconoscimenti
- 2019 - Festival internazionale del cinema di San Sebastián[3]
  - Greenpeace - Lurra Award
  - Nomination Sebastiane Award al miglior film
  - Nomination New Directors Award
- 2020 - Göteborg Film Festival 2020[3]
  - Nomination Dragon Award
- 2020 - Premio del cinema svizzero[4]. 
  - Miglior Film
  - Migliore Sceneggiatura
  - Nomination Migliore Interprete Maschile a Luc Bruchez
  - Nomination Migliore Musica da Film a Nicolas Rabaeus